# Mefiboset

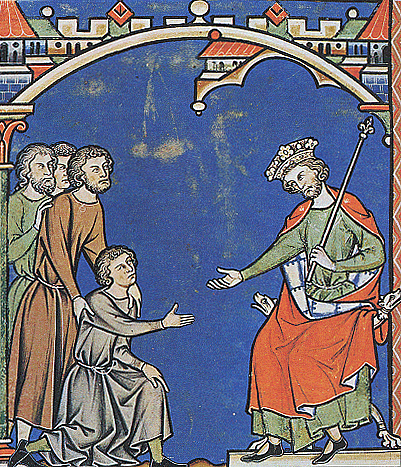
Illustrazione della Bibbia Maciejowski: Mefiboset che si inginocchia al cospetto di re Davide.

Mefiboset (in ebraico מְפִיבֹשֶׁת‎?, Məfīḇōšeṯ, chiamato anche Meribaal, in ebraico מְרִיב־בַּעַל ‎?, Mərīḇ-Baʻal) era figlio di Gionatan e nipote di Saul. Il suo nome è menzionato nei Libri di Samuele e delle Cronache.
All'età di cinque anni, perse il padre e il nonno nella battaglia del monte Ghilboa. Alla morte dei due, la nutrice di Mefiboset prese con sé il piccolo e fuggì in preda al panico (4:4. Nella fretta, il bambino cadde o fu lasciato cadere e rimase incapace di camminare.
Alcuni anni dopo, a seguito della sua ascesa nel Regno Unito di Israele, il re Davide chiese «Non c'è più nessuno della casa di Saul, a cui io possa usare la misericordia di Dio?»(2 Samuele 9:3), e gli fu portato Mefiboset. Davide restituì l'eredità di Saul a Mefiboset e gli permise di vivere nel suo palazzo a Gerusalemme.
Secondo 2 Samuele 9:12, 1 Cronache 8:34 e 1 Cronache 9:40, Mefiboset ebbe un figlio di nome Michea.

## Il nome
Nei Libri di Samuele è chiamato Mefiboset, che significa "dalla bocca della vergogna"; invece, in 1 Cronache 8:34 e 1 Cronache 9:40 è chiamato Meribbaal.
Arnold Gottfried Betz e David Noel Freedman sostengono che Memphibaal, un nome conservato nella recensione lucianica, potrebbe effettivamente essere il nome originale del figlio di Gionatan, mentre Meribbaal potrebbe originariamente riferirsi a uno dei figli di Saul e della concubina Rizpà.
Esiste un certo accordo fra gli studiosi circa il fatto che il nome Mefiboset abbia sostituito quello di Meribbaal per nascondere le tracce del nome teoforico Baal, divinità cananea.